# Судові палати
Судові палати — місцеві судові установи, які функціонували в Російській імперії, зокрема і в українських губерніях, 1783—1917. Запроваджувалися згідно із законодавчим актом "Учреждения для управления губерний Всероссийской империи" від 7 листопада 1775. На відміну від судів нижчих інстанцій, які були становими, С.п. отримали статус державної установи всестанового суду. Поділялися на палати цивільного і карного суду та були апеляційною інстанцією до земських судів, магістратів і ратуш. Поетапно запроваджувалися в Лівобережній, Слобідській, Південній та Правобережній Україні, а також Криму відповідно до судової системи Центральної Росії з 1783. Унаслідок цього ліквідовувалися судові органи, що діяли в період Гетьманщини, Речі Посполитої, Кримського ханату.

## У Лівобережній Україні
У Лівобережній Україні до поширення російських судів головною судовою інстанцією вважався Малоросійський генеральний суд, що діяв 1797—1831. Він мав майже такий обсяг повноважень, як і палати цивільного та карного суду в Слобідсько-Українській, Херсонській, Катеринославській і Таврійській губерніях. Особливістю генерального суду було те, що старшому з генеральних суддів доручалося при відсутності губернатора і віце-губернатора тимчасове управління губернією. Генеральний суд складався з двох департаментів, кожен з яких укомплектовувався генеральним суддею та 2-ма радниками, призначуваними урядом, і 5-ма засідателями, котрі обиралися від дворянства кожні 3 роки. Діяльність судів була підконтрольною губернаторам. Карні справи в обов’язковому порядку подавалися для ознайомлення губернаторам. У випадку розбіжностей між думкою губернатора і вироком суду справа передавалася до Правительствуючого Сенату. Останній, як правило, підтримував губернатора, позбавляючи чинності вироки карної палати генерального суду. Особливості судової системи в українських губерніях упродовж 1830-х рр. були ліквідовані. На зміну генеральному суду згідно з російською губернською реформою 1775 запроваджено палати цивільного і карного суду.

## У Правобережній Україні
У Правобережній Україні внаслідок її перебування у складі Речі Посполитої судова мережа була відмінною від російської. Її очолював головний суд, який був апеляційною інстанцією для судів повітових, підкоморських, магістратів і ратуш. Головний суд складався із двох департаментів — цивільних і карних справ, що були аналогічними всестановим С.п. цивільних і карних справ, запроваджуваним згідно з губернською реформою 1775. Із включенням Правобережної України в межі Російської імперії польські суди 1796 були ліквідовані та замінені російськими, але керувалися у своїй діяльності місцевими законами. Російський імператор Павло I поновив польську судову систему, яка проіснувала на Правобережжі до придушення польського повстання 1830—1831. Крім традиційних, головні суди розглядали також і справи, які належали до компетенції совісних судів (справи про малолітніх та божевільних злочинців), до часу їх впровадження. Після розгляду справи надходили в обов’язковому порядку в 5-й департамент Правительствуючого Сенату. Крім того, у головному суді розглядалися справи осіб, станову приналежність яких було визначити важко (різночинці, чиновники і військовослужбовці). Він накопичував відомості про заставні маєтки, що давало право здійснювати моніторинг фінансового та господарського становища маєтків. 1829 до головних судів були передані незавершені справи фундушевих комісій.
За рішенням Комітету західних губерній від 19 жовтня 1831 на зміну польській судовій мережі знову було запроваджено російську: головні суди перейменовувалися на С.п. цивільних і карних справ. Цивільні С.п. були апеляційним органом у цивільних справах й відкривалися в кожному губернському місті.

## Функції палат
Функції палат цивільного суду полягали в розгляді апеляцій на рішення верхнього земського і нижнього земського суду, верхньої розправи, магістратів і ратуш, повітового суду, дворянської опіки, сирітського суду. Вони наділялися правом виносити вирок у справах, позов яких був не менше 500 рублів. Оскільки палати цивільного суду замінили Вотчинну і Юстиц-колегію, а також земський суд у річпосполитських губерніях, то вони виконували й функції нотаріальних контор у справах поземельних суперечок і тому зберігали відомості про стан нерухомої власності в губернії; проводили експертизу будь-яких угод із нерухомістю, реєстрували в спеціальних книгах її власників, для чого зберігали карти й межові книги, які до них надсилали межові установи. Там же укладалися угоди, оформлялися купчі, дарчі, завірялися духовні заповіти та векселі. Щоб інформація була якомога повнішою, укладалися та зберігалися заборонні алфавіти (книги), в яких зазначали заставлені маєтки, претензії власників тощо. У правобережних губерніях палати цивільного суду оформляли акти на перехід права власності на поміщицькі маєтки з точною фіксацією розміру земель. Могли розглядати справи інтелектуальної власності. 1854 до них перейшли функції совісних судів, ліквідованих 1852. Із 1858 розглядали суперечки між робітниками та підприємцями, у тому випадку, якщо позов становив більше 100 руб.
Під час проведення селянської реформи 1861 палати цивільного суду засвідчували боргове становище маєтків, а при їх продажу повідомляли Петербурзьку друкарню. Із 1872 вони наглядали за фінансовою і господарською діяльністю інославних парафій.
Їх діяльність регламентували, крім названого акта, укази Правительствуючого Сенату, Державної ради Російської імперії, міністерства юстиції і цивільне законодавство. Спершу палати підпорядковувалися Правительствуючому Сенату, де оскаржувалися їхні вироки. На початку 19 ст. вони перейшли під юрисдикцію Державної ради Російської імперії і міністерства юстиції. Із 1843 міністр наділявся правом призначати голів палат. Як голова, так і чиновники палати отримували менший розмір жалування в порівнянні з такого ж рівня адміністративними установами, що свідчило про невисокий престиж судової влади в державі. Нагляд за їхньою діяльністю здійснював губернський прокурор. На короткий час, 1796—99, палати цивільних справ об’єднувалися з палатами карного суду в одну установу, під назвою палата суду і розправи.
Палату цивільного суду очолював голова, якого на посаду призначав імператор, а до присутствія входили 2 радники і 2 асесори, ті і ті призначалися Правительствуючим Сенатом. 1801 внесено зміни до їхнього штатного розпису, за яким до присутствія ввійшли голова, радник і 4 виборних засідателі: по 2 від дворянства і від купецтва. При них служили 2 секретарі. Згідно з маніфестом від 6 грудня 1831 посади голови та радників стали виборними. Право їх обрання отримали губернські дворянські депутатські збори. У разі невідповідності кандидатів стандартним вимогам міністр юстиції наділявся правом призначати чиновників від уряду на ці посади. Указом 1846 йому дозволено також призначати секретарів палати із 3-х кандидатур, запропонованих місцевим губернським правлінням, а починаючи з 1852, палати змогли призначати, звільняти і заміщати чиновників на посадах лише з дозволу міністерства юстиції. Палати цивільних справ розділялися на департамент, котрий займався судовою діяльністю, і кріпосну частину, в якій оформлялися угоди й завірялися документи.
Палати цивільних справ припинили свою діяльність внаслідок судової реформи 1864.

## Палата карного суду
Палата карного суду була місц. органом другої інстанції і завершувала розгляд справ щодо незначних порушень, за які встановлювалися такі покарання, як арешт, грошове стягнення або догана. Вона як ревізійна установа з’ясовувала також спірні справи станових судів другої інстанції (верхнього земського суду, верхньої розправи та губернського магістрату) і виносила вироки щодо особливо небезпечних злочинів. Палата карного суду вела справи, пов’язані з посадовими злочинами. Її рішення схвалював генерал-губернатор. Компетенція палати карного суду обмежувалася тим, що на схвалення губернатором передавали вироки усіх карних і слідчих справ, що надходили на ревізію. Апеляційним органом для палат карного суду ставав Правительствуючий Сенат у таких справах, як смертна кара, позбавлення станової честі, звинувачення дворян і чиновників у вбивстві та справи щодо священиків і церковнослужителів до позбавлення їх сану. Деякі питання через Державну раду Російської імперії виносилися на розгляд до імператора, який міг припинити виконання вироку палати й передати справу до Правительствуючого Сенату. Вироки у справах пошкодження державної власності (вирубка лісів, пожежі в маєтках) узгоджувалися з казенними палатами.
До складу палат карного суду входили голова, якого на посаду схвалював імператор, 2 радники і 2 асесори, яких призначав Правительствуючий Сенат. Справи велися губернськими стряпчими карних справ, які перебували при губернському прокуророві. Після відновлення їхньої самостійності вводилися виборні засідателі — по 2 особи від дворянства і купецтва. Із 1831 голови палат карного суду також стали обиратися дворянами. Ліквідовані внаслідок судової реформи 1864.
Загальні принципи, на яких існувала судова влада в дореформений період в українських губерніях Російської імперії, полягали в змішуванні адміністративних і судових функцій. Інквізиційні процесуальні норми, непрозоре, письмове судочинство сприяли тому, що перевага надавалася виконавчій владі над судовою, внаслідок чого С.п. потрапляли в залежність від адміністрації й відстоювали державні інтереси замість інтересів населення. Губернаторам належало надмірне право нагляду за їхньою діяльністю, схвалення виборних суддів на посадах, а також впливу на судочинство, особливо карне, вироки якого вони схвалювали. Їм безпосередньо підпорядковувалася місцева поліція, яка проводила слідство й виконувала вироки судів. Судові посади обіймалися дворянами, для яких встановлювався майновий ценз, а не професійно-кваліфікаційна придатність. Сам судовий процес був недосконалий, попереднє дізнання не відділялося від формального слідства. Перевага віддавалася зізнанню підсудного, а щоб його добитися, вдавалися до тортур, які були скасовані лише 1801. Адвокатура була відсутня. Як наслідок, для судочинства були характерними повільний розгляд справ, негласність та закритість, формалізм, некомпетентність, бюрократична тяганина, хабарництво.

## Після судової реформи 1864
С.п. 1864—1917 засновувалися згідно із судовими статутами від 20 листопада 1864 внаслідок судової реформи. Були апеляційною інстанцією по відношенню до окружних судів, органами судовог нагляду за їхньою діяльністю, з’їздами мирових суддів, а також адвокатурою, нотаріатом, судовими слідчими та вважалися судами першої інстанції у справах про державні злочини. Запроваджувалися поетапно, спершу в центральних губерніях Російської імперії, згодом — в історичних регіонах, залежно від часу їх входження до складу імперії та ступеня інтегрованості в імперський правовий простір. На введенні цієї категорії судів наполягали поміщики, сподіваючись отримати в них надійний захист особистих та приватновласницьких прав. Засновувалися в кожному суд. окрузі, до складу якого входило кілька губерній. Щоб зменшити можливості адміністративного підпорядкування судів, межі судового округу не збігалися з адміністративно-територіальним поділом.
С.п. поділялися на департаменти карних і цивільних справ, кожний з яких очолювали голова та члени, які призначалися на посаду імператором внаслідок подання міністра юстиції. Один із голів назначався старшим й очолював присутствіє загального зібрання судової палати. Він же наглядав за проходженням справ як у самій палаті, так і в підвідомчих їй окружних судах, та за діяльністю посадових осіб судового округу. Призначалися судді пожиттєво й могли бути звільнені лише в разі зловживань за рішенням членів судейської корпорації. При палаті діяли прокурорський нагляд, ради присяжних повірених та канцелярія.
Карний департамент був судом першої інстанції і розглядав справи про державні злочини та посадові правопорушення чиновників губернських держ. установ та виборних урядовців, які обіймали посади від 8-го до 5-го класу, зокрема й голів і членів повітових земських управ і земських зборів, присяжних засідателів. Справи про державні злочини з позбавленням або обмеженням права власності заслуховувалися за участю станових представників (губернських і одного з повітових предводителів дворянства, міського голови, волосного голови чи старшини). Подібні справи, але без позбавлення прав власності, розглядалися за участю присяжних засідателів, які назначалися жеребкуванням по списку. Ухвали С.п. можна було оскаржити лише в касаційних департаментах Правительствуючого Сенату.
Першою судовою палатою, заснованою в українських губерніях на основі судових статутів 1864, була Харківська (листопад 1867), діяльність якої поширювалася на Харківську, Курську, Орловську і Воронезьку губернії. Її очолив барон М.Торнау (1812—82), виходець з остзейських губерній, лютеранського віросповідання, який, набувши службового досвіду в центральних російських правових інституціях, був переведений на службу до генерал-губернатора Ліфляндії, Естляндії і Курляндії, а пізніше прославився кодифікацією законоположень для мусульман Росії. Цим, як і ін., призначенням, уряд відпрацьовував технологію конструювання імперської еліти, здатної протидіяти старій практиці, коли суди очолювали місцеві дворяни, пов’язані між собою етнічно-корпоративною приналежністю. Невдовзі — 30 червня 1868 — було засновано Одеську судову палату, яка обслуговувала Херсонську, Катеринославську, Таврійську, Подільську губернії та Бессарабську губ.
У Правобережній Україні С.п. впроваджувалися на другому етапі реформи, яка збіглася в часі із судовою "контрреформою". На першому, переходовому, етапі створювалися об’єднані палати карного і цивільного суду. Так, Київська з’єднана палата карного та цивільного суду діяла впродовж 1871—80 і з’ясовувала невирішені справи ліквідованих повітових судів та С.п., а також займалася встановленням конкурсного управління у справах неспроможних боржників. Діяла у складі карного та цивільного відділень, які очолював старший голова, а в кожному відділенні налічувалося по 5 суддів, а також судові пристави з помічниками, столоначальники й секретарі.
Київська судова палата, що відкривалася на основі судових статутів 1864 у складі Київської, Волинської, Чернігівської і Могильовської губерній, засновувалася найпізніше — 29 червня 1880.
Компетенції С.п. як судів першої інстанції не раз змінювалися у зв’язку з передачею їм з окружних судів справ про злочини та про порушення правил друку (1866). 1872 справи про державні злочини були виведені з компетенції палат, і для їх розгляду засновувалося Особливе присутствіє Правительствуючого Сенату для розгляду справ про державні злочини та протизаконні організації. 1878 ця категорія справ знову була повернута для розгляду С.п. Крім того, вони почали розглядати справи, які раніше входили до компетенції окружних судів, про спротив розпорядженням уряду та явне непідкорення владі, про образу й неповагу до державних установ і чиновників при виконанні ними службових обов’язків. 1878 і 1879 ці справи тимчасово передавалися на розгляд військових судів.
Унаслідок введення положення "О мерах к охранению государственного порядка и общественного спокойствия" від 14 серпня 1881 та положення від 12 березня 1882 "О полицейском надзоре" більшість справ про державні злочини перейшла адміністративній владі, від якої залежала передача їх на розгляд загального чи військових судів. Через кілька місяців подібні справи знову були повернуті до С.п. і окружних судів, де розглядалися за участю суду присяжних. 1889 злочини проти порядку управління були знову передані С.п. зі становими представниками, але справи про посадові злочини розглядалися вже без участі суду присяжних.
Унаслідок упорядкування правил про карну відповідальність згідно з новим судовим кодексом 1903 С.п. розглядали справи про державні злочини. Оскільки до категорії державних злочинів відносилася велика кількість правопорушень, зокрема й ті, що були пов’язані з радикально-революційним рухом, то це призвело до накопичення значної кількості справ у С.п., що спричинило їх повернення 1906 на розгляд окружних судів.
С.п. припинили діяльність у російських губерніях внаслідок декрету РНК від 22 листопада 1917, в українських — на основі декрету Тимчасового робітничо-селянського уряду України від 14 лютого 1919.